# Georg Friedrich
Pour les articles homonymes, voir Friedrich.
Georg Friedrich, né le 31 octobre 1966 à Vienne est un acteur autrichien.

## Biographie
Après une formation d'acteur à l'école d'art dramatique Krauss (de) à Vienne, il participe dès 1983 à de nombreuses productions de télévision et de cinéma en Autriche, notamment sous la direction de Michael Haneke. Au cours de ces dernières années[Lesquelles ?], il se consacre au théâtre lors de festivals d'été comme celui de Perchtoldsdorf et de la Volksbühne Berlin.
En 2004, il est récompensé des Shooting Stars de la Berlinale.
Au festival de Berlin de 2017, il est récompensé de l'Ours d'argent du meilleur acteur pour son rôle de père (Michael) désireux de renouer des liens avec son jeune fils, dans « Bright Nights » de Thomas Arslan.

## Filmographie

### Cinéma
- 1988 : A.D.A.M de Herbert Ballmann (de) : l'homme du train ;
- 1989 : Ein Sohn aus gutem Hause de Karin Brandauer ;
- 1989 : Le Septième Continent (Der siebente Kontinent) de Michael Haneke : l'agent de poste ;
- 1992 : Les Enfants de la grand-route (Kinder der Landstrasse) d'Urs Egger (en): Franz Mauerhofer ;
- 1994 : 71 Fragments d'une chronologie du hasard (71 Fragmente einer Chronologie des Zufalls) de Michael Haneke : Bernie ;
- 1997 : Blutrausch (de) de Thomas Roth (de) : l'inspecteur Skocik ;
- 1998 : Slidin' - Alles bunt und wunderbar de Barbara Albert, Michael Grimm et Reinhard Jud : Mike ;
- 1999 : Banlieue nord (Nordrand) de Barbara Albert : Wolfgang ;
- 2000 : Gelbe Kirschen (de) de Leopold Lummerstorfer (en) : Fochler ;
- 2000 : Die Fremde (de) de Götz Spielmann : le portier ;
- 2001 : Dog Days d'Ulrich Seidl : l'ami de l'amant ;
- 2001 : La Pianiste de Michael Haneke : l'homme en voiture ;
- 2002 : Richtung Zukunft durch die Nacht de Jörg Kalt : le barman ;
- 2003 : Kaltfront de Valentin Hitz : Chris ;
- 2003 : Le Temps du loup de Michael Haneke ;
- 2003 : Böse Zellen (de) de Barbara Albert : Andreas, le mari de Manu ;
- 2004 : Fils de pute (Hurensohn) de Michael Sturminger (de) : Peppi ;
- 2004 : Les truands cuisinent (Basta – Rotwein oder Totsein) de Pepe Danquart : Tom ;
- 2004 : Grauzone de Karl Bretschneider : Georg (court métrage) ;
- 2004 : Nacktschnecken de Michael Glawogger : Schorsch ;
- 2004 : La Série (de) (Fräulein Phyllis) de Clemens Schönborn (de) : enquêteur de la police criminelle ;
- 2004 : Silentium! de Wolfgang Murnberger : le concierge Josef ;
- 2004 : Auf Wolke 7 de Michael Grimm : Toni ;
- 2004 : Die Augen des Coppola de Thomas Christian Eichtinger : Nathanael (court métrage) ;
- 2004 : Bienvenue en Afrique (Welcome Home) d'Andreas Gruber : Rösler ;
- 2005 : Fremde Haut (Fremde Haut ) d'Angelina Maccarone : Burkhardt ;
- 2005 : Keller de Eva Urthaler : Chris ;
- 2005 : Spiele Leben d'Antonin Svoboda : Kurt ;
- 2006 : Klimt de Raoul Ruiz : le jeune garçon de café ;
- 2006 : Les Enragés (Knallhart) de Detlev Buck : Holger Hagenbeck ;
- 2006 : Fallen de Barbara Albert : Norbert ;
- 2007 : Import/Export d'Ulrich Seidl : Andi ;
- 2007 : Trop libre (Die Unerzogenen) de Pia Marais : Ingmar ;
- 2007 : Das wilde Leben d'Achim Bornhak : Lurchi ;
- 2008 : Duel au sommet (Nordwand) de Philipp Stölzl : Edi Rainer ;
- 2009 : Contact High de Michael Glawogger : Schorsch ;
- 2009 : Parkour (de) de Marc Rensing (de) : Janko ;
- 2009 : Flores negras de David Carreras : Gerhard Kemp ;
- 2009 : Tanzcafe Jenseits de Deniz Arslan et Georg Wexberg (court métrage) ;
- 2010 : À l'âge d'Ellen (Im Alter von Ellen) de Pia Marais : Florian ;
- 2010 : La Lisière de Géraldine Bajard : Falk[2] ;
- 2011 : L'Amour et rien d'autre (en) (Über uns das All) de Jan Schomburg : Alexander Runge ;
- 2011 : Mein bester Feind (de) de Wolfgang Murnberger : Rudi Smekal ;
- 2011 : Nouveau Souffle (Atmen) de Karl Markovics : Rudolf Kienast ;
- 2011 : Mon été orange (Sommer in Orange) de Marcus H. Rosenmüller : Siddharta ;
- 2011 : Faust d'Alexandre Sokourov : Wagner ;
- 2012 : Tapage nocturne (Nachtlärm) de Christoph Schaub : Jorge ;
- 2012 : Eastalgia de Daria Onyshchenko : Günther ;
- 2012 : Les Arpenteurs du monde (Die Vermessung der Welt ) de Detlev Buck : le marchant d'esclave ;
- 2012 : Blackstory de Christoph Brunner (de) et Stefan Brunner (de) : Sylvester (court métrage) ;
- 2013 : Mein blindes Herz de Peter Brunner : Paul ;
- 2013 : Annelie d'Antej Farac (de) : Max ;
- 2014 : Die Vampirschwestern 2 (de) de Wolfgang Groos (de) : Xantor ;
- 2014 : Stereo de Maximilian Erlenwein (de) : Keitel ;
- 2014 : Super ego (Über-Ich und Du) de Benjamin Heisenberg : Nick Gutlicht ;
- 2016 : Aloys de Tobias Nölle : Aloys Adorn ;
- 2016 : Sauvage (Wild) de Nicolette Krebitz : Boris ;
- 2016 : Hotel Rock’n’Roll (de) de Helmut Köpping (de) et Michael Ostrowski : Schorsch ;
- 2016 : Marija (de) de Michael Koch (de) : Georg ;
- 2016 : Nom d'un chien (Der Hund begraben) de Sebastian Stern : Mike ;
- 2016 : Winnetou – Der Mythos lebt (de) de Philipp Stölzl : Slim Miller ;
- 2017 : La Tête à l'envers (Wilde Maus ) de Josef Hader : Erich ;
- 2017 : Helle Nächte de Thomas Arslan : Michael ;
- 2018 : Ende Neu de Leonel Dietsche : le soigneur ;
- 2018 : Asphaltgorillas (de) de Detlev Buck : Ronny ;
- 2019 : Kaviar d'Elena Tikhonova : Klaus ;
- 2020 : Narziss und Goldmund de Stefan Ruzowitzky : le prince ;
- 2021 : Great Freedom (Große Freiheit) de Sebastian Meise : Viktor.
- 2022 : Sparta d'Ulrich Seidl : Ewald
- 2023 : Sissi et moi (Sissi & mich) de Frauke Finsterwalder : Archiduc Ludwig Viktor d'Autriche

### Télévision (sélection)
- 1983 : Tatort – Mord in der U-Bahn ;
- 1984 : Die Försterbuben ;
- 1996 : Spiel des Lebens – Liebe und Liebelei ;
- 1996 : Die Liebe des Ganoven ;
- 1996 : Stockinger – Tod in Saalbach ;
- 1998 : Rex, chien flic - Itinéraire meurtrier ;
- 1998 : Opernball (de) ;
- 2000 : Die Verhaftung des Johann Nepomuk Nestroy ;
- 2000 : Polt muss weinen (de) ;
- 2001 : Blumen für Polt (de) ;
- 2005 : Kabale und Liebe ;
- 2006 : König Otto (de) ;
- 2007 : Les contes de Grimm : Le nain Tracassin ;
- 2009 : Der kleine Mann (de) ;
- 2010 : Sang chaud et chambre froide ;
- 2011 : Föhnlage. Ein Alpenkrimi ;
- 2011 : Mon été orange (Sommer in Orange) ;
- 2012 : Polizeiruf 110 – Fieber ;
- 2020 : Freud : Alfred Kiss.

## Distinction
- Berlinale 2017 : Récompensé par l'Ours d'argent du meilleur acteur pour « Bright Nights ».
- Festival du film de Sarajevo 2021 : prix du meilleur acteur pour Great Freedom (Große Freiheit)[3]

## Source et références
- (de) Cet article est partiellement ou en totalité issu de l’article de Wikipédia en allemand intitulé « Georg Friedrich » (voir la liste des auteurs).

1. ↑  AFP Relax News, « Berlinale: prix d'interprétation à la Corée du Sud et à l'Autriche », sur RTBF, 20 février 2017 (consulté le 9 décembre 2020).
2. ↑  « La Lisière (2010) » (présentation de l'œuvre), sur l'Internet Movie Database.
3. ↑  (en) Michael Rosser, « ‘Great Freedom’ wins top prize at Sarajevo Film Festival », sur Screen Daily, 20 août 2021 (consulté le 21 août 2021).